# Colby (Kansas)
Colby település az Amerikai Egyesült Államok Kansas államában, Thomas megyében, melynek megyeszékhelye is. Lakosainak száma 5570 fő (2020. április 1.).

## Népesség
A település népességének változása:

| 2010 | 5 387 |
| 2020 | 5 570 |